# Ефраїм Макдавелл
Ефраїм Макдавелл (англ. Ephraim McDowell; 11 листопада 1771 — 25 червня 1830) — американський хірург. Перший, хто успішно видалив пухлину яєчника, його називають «батьком оваріотомії», а також засновником абдомінальної хірургії. 

## Ранні роки
Макдавелл народився в окрузі Рокбридж, штат Вірджинія, він став дев'ятою дитиною Семюеля та Мері Макдавеллів. Його батько був ветераном Франко-індіанської війни та полковником під час Американської революції. У 1784 році Семюел Макдавелл був призначений земельним уповноваженим і перевіз свою родину до Денвіля, штат Кентуккі. Там він головував на десяти з'їздах, результатом яких була розробка Конституції Кентуккі. 

## Освіта
Макдавелл здобув початкову освіту у класичній семінарії Ворлі та Джеймса, потім провів три роки як студент-медик під керівництвом доктора Александера Гамфріса у Стонтоні, штат Вірджинія. Він відвідував лекції з медицини в Единбурзькому університеті, Шотландія, з 1793 до 1794 рік і приватно навчався у Джона Белла. Він так і не здобув диплом, але у 1825 році Мерілендський університет надав йому почесний ступінь доктора медицини. 

## Кар'єра
У 1795 році Макдавелл повернувся з Шотландії, оселився у Денвіллі, штат Кентуккі, і почав свою практику як хірург. Макдавелл удосконалив сучасну хірургічну техніку літотомії для видалення каменів, які закупорюють сечовий міхур. Одним із найвідоміших його пацієнтів був Джеймс Нокс Полк, якому він видалив сечовий камінь і вправив грижу.

### Перша оваріотомія
13 грудня 1809 року Макдавелл отримав виклик до Джейн Тодд Кроуфорд в окрузі Грін у 97 км від Денвіля. Макдавелл діагностував пухлину яєчника. Кроуфорд благала його вберегти її від повільної та болісної смерті. Він описав її стан і пояснив, що операція з видалення пухлини яєчника ніколи не проводилася. Додавши, що найкращі хірурги світу вважають це неможливим. Кроуфорд сказала, що розуміє і хоче продовжити. Лікар сказав, що видалить пухлину тільки у себе вдома у Денвіллі. Вона погодилася та проїхала 60 миль верхи.
Різдвяного ранку 1809 року Макдавелл почав свою операцію. Хірургічне втручання проводилось без анестезії чи антисептиків, які тоді не були відомі. Пухлина, видалена Макдавеллом, важила 10,2 кг. Він вирішив, що її буде важко повністю видалити, тож перев'язав фаллопієву трубу біля матки лігатурою та розрізав пухлину. Він описав пухлину як дуже збільшений яєчник і фіброзної частини маткової труби. Вся процедура зайняла 25 хвилин. Кроуфорд одужала без ускладнень. Вона повернулася додому через 25 днів після операції та прожила ще 32 роки. Це було перше у світі успішне видалення пухлини яєчника.

Як пресвітеріанин відповідь Макдавелла на цю подію була записана в одній з його біографій:
Як сталося, що мені так дивно пощастило з моїми пацієнтами такою симптоматикою? Я не знаю; оскільки, з усієї інформації, яку я можу отримати, не вижила жодна особа, яку прооперували в іншому місці з приводу хворого яєчника. Можу тільки сказати, що на моїх зусиллях тримається Боже благословення.
Усі спроби дослідження черевної порожнини до 1809 року призводили до перитоніту та смерті. Описи Макдавелла містили такі фрази, як «охайний і чистий» або «скрупульозно чистий». Він був не тільки охайним, але і прискіпливим. У звіті про операцію він описав видалення крові з черевної порожнини та промивання кишки теплою водою.
Макдавелл не публікував опис своєї процедури до 1817 року, після того як він провів ще дві такі операції. Є дані, що він зробив щонайменше 12 операцій з приводу патології яєчників.
«Ніколи не бачив такої кількості речовини при видаленні та не чув про спробу чи успішне виконання подібної операції, я надав нещасній жінці інформацію про її небезпечну ситуацію. Пухлина була повністю видима, але була настільки великою, що не піддавалась повному видаленню. Ми витягли п'ятнадцять фунтів брудної желеподібної речовини. Після чого ми розрізали маткову трубу та витягли мішок, який важив сім з половиною фунтів. Через п'ять днів я відвідав її і, на мій превеликий подив, побачив, що вона заправляє своє ліжко».

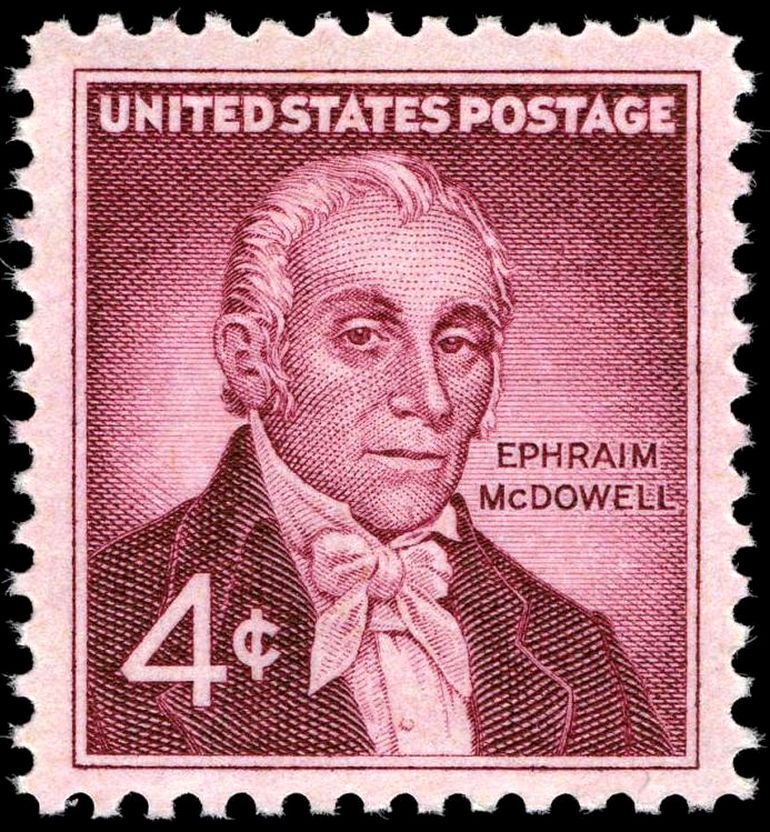
Комеморативна марка на честь Ефраїма Макдавелла, випущена 30 грудня 1959 року, до 150-ї річниці успішної операції на яєчниках

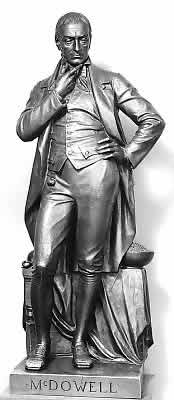
Статуя Ефраїма Макдавелла у Національній колекції скульптурного залу

## Особисте життя
У 1802 році Макдавелл одружився з Сарою Шелбі, доньці героя війни та двічі губернатора Кентуккі Ісаака Шелбі. У них було двоє синів і чотири дочки.  Він був рабовласником.
Макдавелл відігравав помітну роль у своїй громаді. Він був засновником і членом первинної опікунської ради Центрального коледжу у Денвіллі. У 1817 році Макдавелл став членом Філадельфійського медичного товариства.  Макдавелл був прапрадідом генерала Джона Кемпбелла Грінвея, чия статуя була розміщена в Національній колекції статуй у штаті Аризона у 1930 році. Він був двоюрідним братом лідерки руху за виборче право жінок Мадлен Макдавелл Брекінрідж.
Макдавелл був пресвітеріанцем, але став єпископалом і заснував єпископальну церкву Трійці у Денвіллі, пожертвувавши землю під її першу будівлю.

## Смерть
У червні 1830 року Макдавелл відчув гострий сильний біль, нудоту та гарячку. Він помер 25 червня, ймовірно, від апендициту. Його дружина померла через 18 років. Вони були поховані в садибі Айзека Шелбі, на південь від Денвілла, але були повторно поховані у 1879 році біля пам'ятника, присвяченого йому в Денвіллі. 

## Відзнаки
- У 1879 році Медичне товариство Кентуккі встановило у Денвіллі пам'ятник на його честь[9].
- У 1929 році Айзек Вульф Бернгейм подарував штату Кентуккі бронзову статую Макдавелла роботи Чарльза Генрі Нігауса для розміщення у Національній колекції статуй Капітолія США. Статуя зображує пухлину яєчника у мисці на столі позаду Макдавелла, яку він видалив у Джейн Кроуфорд. Ідентична статуя того ж художника стоїть у ротонді Капітолія штату Кентуккі у Франкфорті.
- 3 грудня 1959 році пошта США вперше випустила комеморативну марку номіналом 4 центи на честь Макдавелла у поштовому відділенні Денвілла, штат Кентуккі, на честь 150 річниці першої успішної операції на яєчниках[22].
- Будинок, офіс й аптека Макдавелла у Денвіллі збережені як музей і визнані національною історичною пам'яткою[23].
- На його честь названо регіональний медичний центр у Денвіллі[24].